# SN 2007dm
SN 2007dm – supernowa typu Ia odkryta 22 kwietnia 2007 roku w galaktyce A150255+0712. W momencie odkrycia miała maksymalną jasność 19,60m.